# Jomsvikings

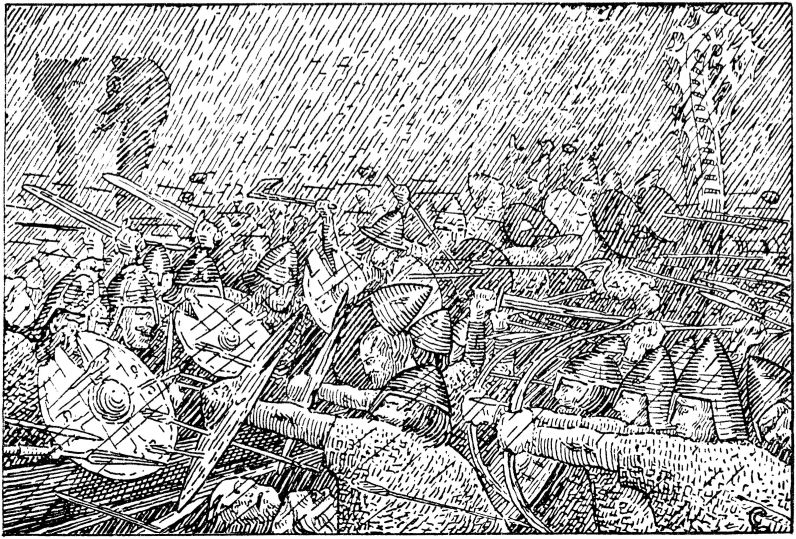
Jomsvikingos luchando en la Batalla de Hjörungavágr.

Los jomsvikings (nórdico antiguo: jomsvikingur), castellanizado como jomsvikingos o vikingos de Jomsborg fueron unos míticos mercenarios vikingos muy activos entre los siglos X y XI, fieles al culto de Odín y Thor.
Eran leales a su creencia nórdica, pero su reputación cruzaba la frontera de las creencias y luchaban por cualquier señor capaz de pagar sus suculentos honorarios, de vez en cuando luchando junto a nobles cristianos.
Según las sagas nórdicas, en particular la saga Jomsvikinga y la saga de Olaf Tryggvason, e historias incluidas en el Flateyjarbók, su fortaleza Jomsborg estaba emplazada al sur del mar Báltico, pero la localización exacta está todavía muy discutida por historiadores modernos y arqueólogos. Muchos investigadores señalan la colina de Silberberg, al norte de la ciudad de Wolin en la isla homónima. Jomsborg se ha identificado como Jumne, Julin y Vineta mencionadas en registros medievales daneses y alemanes.
La leyenda de los vikingos de Jomsborg aparece en algunas sagas islandesas de los siglos XII y XIII. La existencia de Jomsborg es un asunto debatido en círculos históricos, debido sobre todo a la carencia de fuentes primarias. No existen fuentes contemporáneas que citen apelativos como Jomsvikingos y Jomsborg, pero existen tres piedras rúnicas y bastantes lausavísur que hacen referencia a sus batallas.

## El código Jomsvikingo

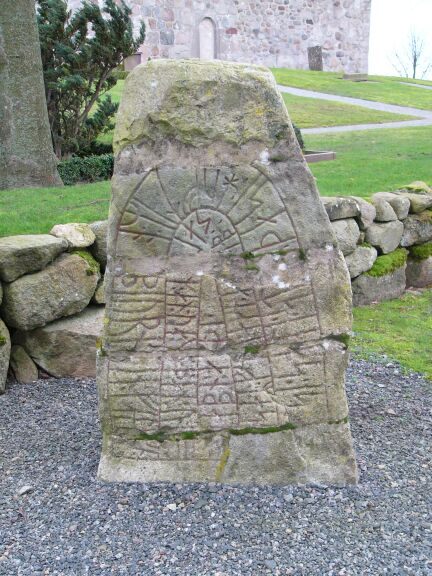
La piedra rúnica de Sjörup se asocia generalmente con el ataque de los vikingos de Jomsborg a Upsala, la batalla de Fýrisvellir.

La saga Jomsvikinga relata que los jomsvikingos eran muy selectivos a la hora de decidir quién debía ser admitido en su orden. Los candidatos debían ser hombres de probado valor entre 18 y 50 años de edad (con la excepción de un muchacho llamado Vagn Åkesson, quien derrotó a Sigvaldi Strut-Haraldsson en duelo a la edad de 12 años). Para obtener la admisión se requería a los aspirantes que mostraran su fuerza, a menudo en un duelo ritual o holmgang, con un jomsvikingo.
Una vez admitido, se solicitaba al jomsvikingo obediencia debida a un estricto código de conducta con el fin de implantar cierto sentido de disciplina militar entre sus miembros. Cualquier violación a estas normas podía suponer la expulsión de la orden.
- El jomsvikingo estaba obligado a defender a sus hermanos y vengar su muerte si era necesario.
- El jomsvikingo tenía prohibido hablar mal de sus hermanos o pelearse con ellos.
- Cualquier enemistad entre los miembros estaba sujeta a la intermediación de oficiales de la orden.
- El jomsvikingo tenía prohibido mostrar miedo o debilidad frente al enemigo de igual fuerza o inferior, aunque la retirada frente a una fuerza superior parece que se consideraba aceptable.
- Todo beneficio de los saqueos resultantes de las batallas se repartía en partes iguales entre la hermandad.
- El jomsvikingo no podía ausentarse más de tres días de Jomsborg sin permiso de la hermandad.
- El jomsvikingo no debía permitirse ser cautivo.
- No se aceptaba la presencia de mujeres o niños dentro de los muros de la fortaleza (no obstante, no está claro si tenían prohibido casarse o tener lazos con mujeres fuera de sus muros).[7]

## Historia
Los historiadores todavía debaten la certeza de los hechos protagonizados por los vikingos de Jomsborg. Algunos sostienen que la orden pertenece a la leyenda y que, por otro lado, la fortaleza nunca ha sido localizada con exactitud, por lo que es bastante difícil confirmar las historias de sus incursiones. Según Lee M. Hollander, los vikingos galeses de la saga de los jomsvikingos tienen un protagonismo que carecen otras sagas nórdicas y son un testimonio único de los asentamientos en Bretland (Gales). Sin embargo, para Gwyn Jones es una hermandad ficticia, pues difícilmente una sociedad como la vikinga podría estructurar una cofradía de guerreros tan organizada, bajo un código de honor y estrictas normas de conducta, fortaleza propia y un muelle con capacidad para centenares de naves. No obstante, Jones reconoce que se debe tomar toda referencia con cautela, puesto que las excavaciones arqueológicas muestran que, en la época de Harald Blåtand, es demostrable que hubo un fuerte vínculo con los vendos, por lo que no se descarta que los mercenarios fuesen una avanzada fuerza mixta de combate vendo-danesa.
Hay diferentes fuentes que citan el origen de la orden. La Gesta Danorum (libro 10) indica que un emplazamiento llamado Julinum fue conquistado por el rey danés Harald Blåtand, quien lo cedió al príncipe sueco Styrbjörn el Fuerte. Harald le dio con ello tal fuerza que Styrbjörn aterrorizó los mares. La saga Knýtlinga está en la línea de que fue Harald quien abrió las puertas a la fundación de los vikingos de Jomsborg, pero la historia de Styrbjörn no está relacionada con ellos. La saga Jomsvikinga señala que el asentamiento lo fundó Palnatoke, recibiendo el emplazamiento del legislador wendo Burislav. La Styrbjarnar þáttr Svíakappa y saga Eyrbyggja ceden terreno a las versiones anteriores con Styrbjörn comandando a los primeros jomsvikingos antes de su consolidación. La Styrbjarnar þáttr Svíakappa también dice que entre los hombres del norte había muchos hombres de las Tierras del Este que llegaban a Jomsborg, sugiriendo que era un asentamiento de etnia mixta.

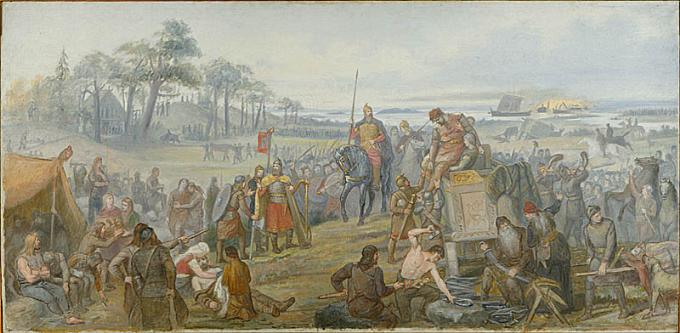
Tras la Batalla de Fýrisvellir, por Mårten Eskil Winge (1888).

La información sobre el tamaño de Jomsborg varía según la fuente. Se supone que podía albergar de 30 a 300 naves en su puerto con sus caudillos jomsvikingos como Palnatoke, Styrbjörn el Fuerte, Svend I de Dinamarca, Sigvaldi Strut-Haraldsson, Thorkell el Alto y su hermano Hemming. La Gesta Danorum (libro 10), Styrbjarnar þáttr Svíakappa y saga Eyrbyggja saga coinciden en que alrededor del año 980, el rey sueco exiliado Styrbjörn el Fuerte condujo a los jomsvikingos a una derrota devastadora contra su tío Erico el Victorioso en la Batalla de Fýrisvellir, Upsala, en 984 o 985, mientras trataba de tomar la corona de Suecia por la fuerza de las armas. Se atribuye la derrota de los jomsvikingos a un pacto entre el rey sueco Erico y el dios Odín. Tres piedras rúnicas, la piedra de Högby Ög 81 (el valiente campeón Asmund cayó en Fýrisvellir), una de las piedras rúnicas de Hällestad clasificada como DR 295 (él no escapó de Upsala) y la piedra rúnica de Sjörup (Él no escapó de Upsala, pero mató tanto como pudo mientras sostuvo un arma), que coinciden con el tiempo relatan las muertes con honor en Upsala, y fueron probablemente tres jomsvikingos. La batalla también se ha conmemorado, en la poesía, por el escaldo islandés Þórvaldr Hjaltason, quien tomó partido en la batalla por los suecos.
La saga Jomsvikinga cita que, en el año 986, atacaron a Håkon Sigurdsson de Noruega y fueron derrotados en la batalla de Hjörungavágr. La saga finaliza con una breve explicación sobre las secuelas de la batalla y, de hecho, menciona la batalla como el principio del fin para los Jomsvikingos.

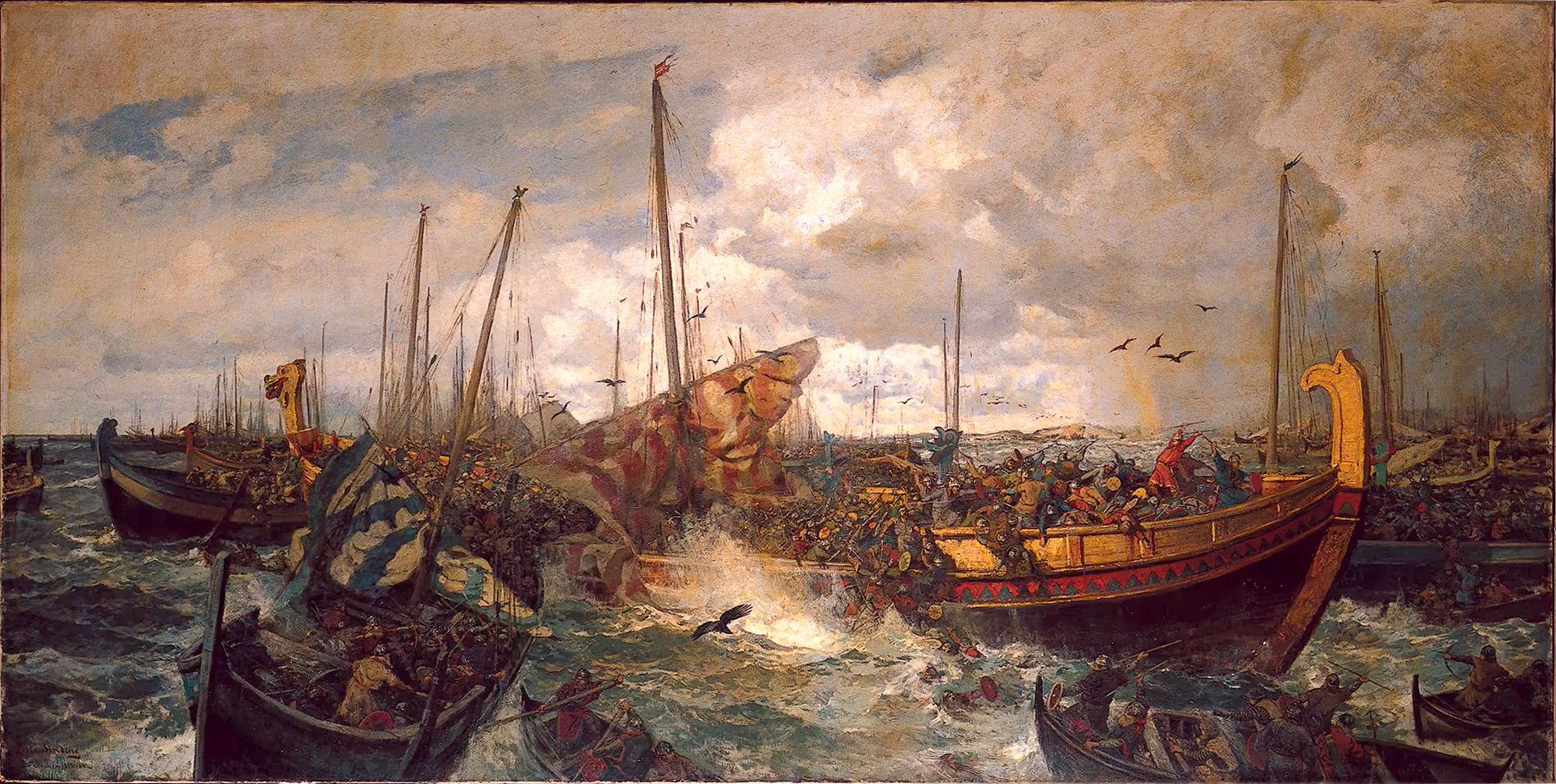
La batalla de Svolder, en la cual los jomsvikingos lucharon con Dinamarca contra Noruega, quizás un cambio de alianzas en el último momento aprovechando la ventaja de 400 naves de Svend I de Dinamarca frente a las 100 Olav Tryggvason (por Otto Sinding).

Tras las dos importantes derrotas, el poder de los jomsvikingos menguó, pero Óláfs saga Tryggvasonar cita que todavía jugaron un papel decisivo, de forma traicionera, en la Batalla de Svolder en el año 1000 d. C.
En Svolder, un grupo de jomsvikingos liderados por Jarl Sigvaldi Strut-Haraldsson abandonaron al rey Olaf de Noruega en manos de sus enemigos, una alianza que desembocó en la total aniquilación de su flota. Se entiende esta acción como una forma de luchar contra la Cristianización de Escandinavia, que Olaf promovió a la fuerza de una forma violenta y a veces cruel. No obstante, el rey Svend I de Dinamarca que ganó el trono noruego era (al menos nominalmente) cristiano, tanto él como su padre Harald Blåtand fueron bautizados en el año 965 d. C.
También se cita a los Vikingos de Jomsborg en las inscursiones a Inglaterra en el año 1009, y otras expediciones en territorios escandinavos durante los inicios del siglo XI. En 1013 los jomsvikingos acompañaban al rey Svend I de Dinamarca en sus campañas en territorio inglés, o bien en bandos contrarios buscando astutamente un danegeld (tributo) de los ingleses, mientras Etelredo II el Indeciso enfocaba su fuerza principal en Normandia. Más adelante declinaron continuar en las campañas durante las décadas posteriores. En 1043, según la Heimskringla, Magnus I de Noruega decidió acabar de una vez con la amenaza de los Vikingos de Jomsborg, saqueando Jomsborg, destruyendo la fortaleza hasta sus cimientos y los supervivientes de la hermandad sometidos y condenados a pena de muerte.